# Eleno de Cespedes
Eleno de Cespedes (nascut dona i sota el nom Elena) o simplement Cespedes (Alhama de Granada, 1545 - ?) fou un cirurgià espanyol del segle xvi. Com a cirurgià, intervingué sobre el seu propi pit i genitals per tal de dissimular la seva condició natal femenina, cosa que ha fet pensar que no es trobà mai a gust com a dona i que era un home transgènere.

## Biografia
Segons la documentació existent, durant part de la seva vida es va fer passar per home, de manera que alguns especialistes la consideren transsexual, tot i que la majoria apunta a que es feia passar per home degut a que les dones no podien exercir la professió i, a més, era homosexual. Va néixer a Alhama de Granada. Era mestís, fill d'una esclava negra i el seu amo, i fou manumès a l'edat de 8 anys. Amb 15 o 16 anys, contragué matrimoni amb Cristóbal Lombardo i tingueren un fill que fou donat a una família de Sevilla, moment a partir del qual va afirmar haver patit el canvi corporal de tenir penis. Des de llavors va desenvolupar una vida sexual i laboral pròpia d'un home, i aconseguí graduar-se com a cirurgià.
Per a resoldre els dubtes quant a la procedència o no de concedir a aquesta persona una llicència de matrimoni per a legalitzar la seva vida conjugal amb una dona, el vicari de Madrid (Neroni) va demanar l'any 1586 el seu examen genital, que va ser encarregat al prestigiós Francisco Díaz de Alcalá, metge i cirurgià del rei Felip II i autor del primer tractat d'urologia. Aquesta vegada, va dictaminar que Eleno era un home.
Va viure a Yepes durant un any, com a espòs de María del Caño, treballant com a cirurgià en aquella localitat i en altres de la zona. La raresa de la seva història va ser molt difosa, i va acabar provocant la denúncia d'un antic conegut davant el governador l'any 1587.
La seva condició va ser revisada per un tribunal civil, a Ocaña; on va ser examinat per diversos metges, cirurgians i matrones, que van dictaminar que era una dona. Fou acusat de lesbianisme, sodomia i bigàmia (en ser considerat com una dona, la seva forma de relació amb altres dones era en si mateixa un problema jurídic i de moral sexual) i sotmès a judici per la Inquisició, que el va traslladar a Toledo l'any 1587 (inquisidor Lope de Mendoza). Examinat una altra vegada pel mateix Francisco Díaz i pel llicenciat Juan de las Casas (metge de Yepes), aquesta vegada es va dictaminar que Eleno no era ni home ni hermafrodita, sinó una dona (i que, per tant, havia de ser anomenat Elena de Céspedes), i que havia obtingut l'aparença genital masculina gràcies a una manipulació quirúrgica que hauria realitzat sobre el seu propi cos als pits i la vagina, amb una habilitat tal que va poder enganyar l'il·lustre uròleg en el seu primer examen (el qual es va justificar al·legant una "il·lusió del dimoni" o una art subtil que va ocultar la mentida, a més de confessar que possiblement només havia estat un examen visual, atès que preguntat si el va tocar amb les mans -diu que no se'n recorda). Es van repetir els informes per altres metges, que van reafirmar la seva condició femenina, i van proposar que el seu presumpte penis hauria estat un "artifici" com altres burladores ho han fet amb aludes (pell adobada d'ovella). Fou acusat de fetillera, d'heretgia i apostasia. Eleno sempre va negar totes aquestes acusacions, mantenint-se en la seva versió inicial. Va ser condemnat l'any 1588 a la pena de dues-centes fuetades i a reclusió durant deu anys en un hospital, on va treballar sense cobrar a la infermeria.